# كوني مولدر
كوني مولدر (بالإنجليزية: Connie Mulder)‏ هو سياسي جنوب أفريقي، ولد في 5 يونيو 1925 في جنوب أفريقيا، وتوفي في 12 يناير 1988 في جوهانسبرغ في جنوب أفريقيا. حزبياً، نشط في Conservative Party (South Africa) ‏. وقد انتخب وزير الإعلام.

## روابط خارجية
- كوني مولدر على موقع مونزينجر (الألمانية)